# RCH 155
RCH 155 (від англ. Remotely Controlled Howitzer — «дистанційно керована гаубиця») — 155-мм колісна САУ на шасі бронетранспортера Boxer, розроблена німецьким концерном Krauss-Maffei Wegmann і представлена 2014 року. У розпорядженні САУ — ствол довжиною 52 калібри (8 м), автоматична система заряджання з боєкомплектом у 30 споряджених снарядів і 144 модульних метальних зарядів.

## Історія створення
Самохідна артилерійська установка RCH 155 розроблена німецьким концерном Krauss-Maffei Wegmann як системний розвиток PzH 2000 і DONAR.
Модуль RCH-155 дуже схожий на артилерійський модуль AGM (Artillerie-Geschütz-Modul), але має нижчий профіль. AGM був розроблений для забезпечення вогневої потужності PzH 2000 у форматі, придатному для транспортування повітрям за допомогою літака A400M, що стало можливим після встановлення на платформу ASCOD-2 (відомий як DONAR).
У 2014 році, коли виник інтерес до встановлення AGM на платформу Boxer, постало питання, чи здатен цей модуль відповідати зазначеним вимогам. У 2021 році KMW створила модифіковану версію AGM, RCH 155. RCH 155 має башту з помітно нижчим профілем. Станом на 2024 рік існує дві версії RCH 155: одна встановлена на платформу Boxer, а інша — на платформу Mowag Piranha IV 10×10.
Ця САУ легша, мобільніша, завдяки колісному шасі, та дешевша у виробництві, її обслуга складається лише з двох осіб.
Також до цієї артилерійської системи може адаптуватися коротша 155-мм/L39 або навіть 105-мм гармата.

## Опис конструкції

### Корпус і шасі
Самохідна дистанційно керована гармата-гаубиця RCH 155 є гарматою закритого типу на колісному шасі, побудованому на базі вузлів та агрегатів німецько-нідерландського багатоцільового бронетранспортера Boxer. До САУ встановлено більш потужний дизельний двигун з турбонаддувом MTU 199TE20, що досягає потужності 815 к.с. на відміну від 711 к.с. двигуна оригінального бронетранспортера.

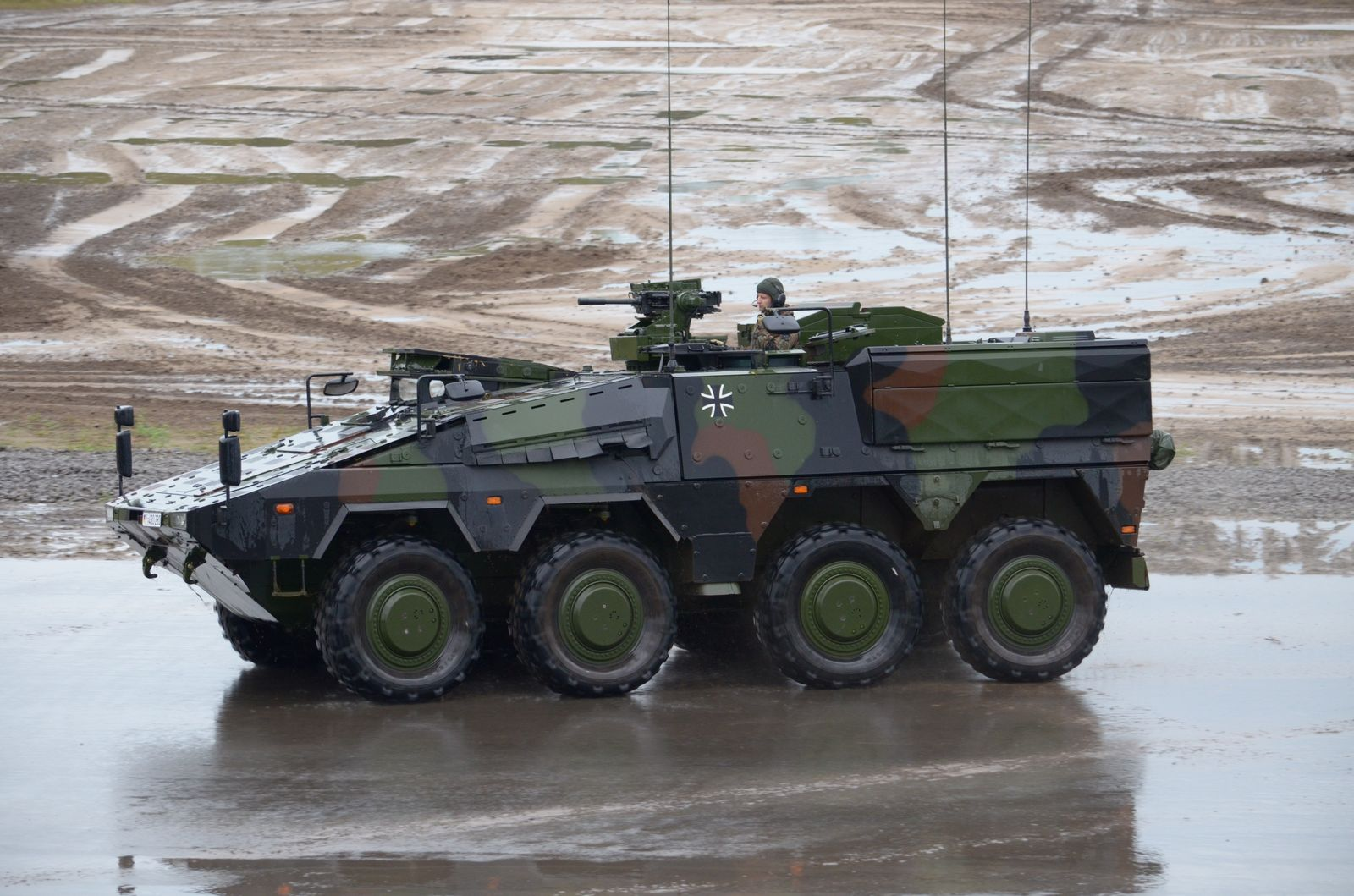
GTK Boxer, на шасі якого зроблено САУ

Платформа Boxer надає екіпажу високий ступінь мобільності, високу живучість захист від мін, а також саморобних вибухових пристроїв.
Екіпаж розміщується в кабіні в передній частині машини
Артилерійська частина має розвинену систему керування вогнем. Екіпаж машини отримує цілевказання через радіозв'язок або за допомогою каналу передачі даних.
Постріл здійснюється дистанційно екіпажем, що розміщується у кабіні САУ. Передбачено також можливість заряджання та здійснення пострілу у ручному режимі.
Демонстраційні екземпляри RCH 155 не мали додаткового озброєння (кулеметного тощо), однак серійні вироби можуть нести таке обладнання.
Броньований корпус має модульну композитну броню, яка включає кераміку. Заявлено, що кабіна забезпечує захист екіпажу від 14,5-мм куль та уламків снарядів. Дно корпусу потрійне та має таку форму для максимізації захисту від протитанкових мін та СВП.

### Артилерійський модуль
Установка обладнана баштовим артилерійським модулем AGM (нім. Artillerie-Geschütz-Modul) вагою 12,5 тонни. Модуль безекіпажний та автоматизований, однак збережено можливість ручного заряджання та здійснення пострілу. Екіпаж машини складається лише з двох осіб — командира та механіка-водія. Постріл здійснюється дистанційно. За допомогою розвиненої системи керування вогнем (СКВ) екіпаж може отримувати цілевказання через радіозв’язок або канал передачі даних.
Артилерійська частина взята від самохідної гаубиці PzH 2000, довжина ствола гармати дорівнює 52 калібрам (L52). Боєкомплект становить 30 снарядів та 144 модульних метальних зарядів. Максимальна швидкострільність — 9 пострілів на хвилину.
Виробник заявляє про віддаль стрільби стандартним снарядом до 40 км, а далекобійним активно-реактивним снарядом V-LAP — до 54 км. Гармата може застосовувати різноманітні 155-мм боєприпаси стандарту НАТО, в тому числі високоточні Vulcano та M982 Excalibur. RCH 155 здатна до одночасного ураження цілі кількома снарядами: серія з 5 снарядів летить різними траєкторіями та уражає ціль одночасно.
Розробник представляє RCH 155 як першу у світі артилерійську систему, здатну вести вогонь під час руху, що передусім необхідно для уникнення ворожого артилерійського вогню під час контрбатарейної боротьби. Відповідно, вона не має висувних аутригерів для стабілізації машини під час пострілу, характерних для інших колісних САУ. На випробуваннях установка успішно продемонструвала можливість вогню в русі.

### Інше обладнання
Машина обладнана захистом від зброї масового ураження та системою запуску димових гранат, також може оснащуватись дистанційно керованим кулеметом.

## Варіанти
- Boxer RCH 155 — оригінальний варіант на шасі Boxer. Маса — 39 тонн.
- Pirahna IV AGM 155 — варіант на модифікованому 10×10 шасі Piranha IV, що отримав потужніший двигун Scania DC13. Маса — 34 тонни[8].

## Оператори
За даними Spiegel станом на липень 2024, рамкова угода з виробником може передбачати виробництво до 300 САУ для різних країн. Першим оператором стала Україна.
Чинні
- Україна — замовлено 54 одиниці, першу з яких Україна отримала в січні 2025 року[11].

Майбутні та потенційні
- Велика Британія — у квітні 2024 RCH 155 було обрано як майбутню заміну для AS-90. Іншими претендентами були корейська K9 Thunder і шведська Archer. Деталі контракту та кількість машин невідомі. При цьому Британія планує самостійно виготовляти платформу Boxer і стволи, а артилерійські модулі замовляти в Німеччині[12].
- Німеччина — у липні 2024 стало відомо, що Німеччина планує закупити 80 машин для Бундесверу, вартість угоди може складати 2 млрд євро[9].
- Швейцарія — в серпні 2022 року RCH 155 вийшла в фінал конкурсу Швейцарської армії для заміни M109 KAWEST. Іншим фіналістом конкурсу є Archer[13]. Крім того, у квітні 2024 країна проводила випробування модуля від RCH 155 на п'ятивісному шасі Piranha IV[8].

### Україна
Україна подала запит на постачання цих систем 14 липня 2022 року — Міністр оборони України Олексій Резніков надіслав листа своїй колезі Крістіне Ламбрехт щодо закупівлі цих САУ. Німецький уряд погодив продаж. Початково було замовлено 18 машин з вартістю угоди 216 млн євро (12 млн за штуку), яку профінансував німецький уряд. У лютому 2024 стало відомо про майбутню другу партію на 18 машин, а в червні 2024 кількість замовлених одиниць уже сягала 54.
Про початок виробництва стало відомо у січні 2023. Початково виробник оцінював строк постачання перших одиниць до України у 30 місяців з часу замовлення, тобто, перші машини мали б надійти  2025 року. Пізніше називали терміни надходження перших машин на початку 2024 та останніх у 2025, однак ці строки неодноразово зсувались.
13 січня 2025 року міністр оборони Німеччини Борис Пісторіус передав українському послу в Касселі першу з 54 машин. Церемонія відбулася на території одного з підприємств KNDS, де відбувається їх виробництво. Крім того, міністр анонсував, що протягом 2025 року Україна має отримати 6 RCH 155. Друга партія з 18 машин має надійти протягом 2025—2027 років.

## Галерея

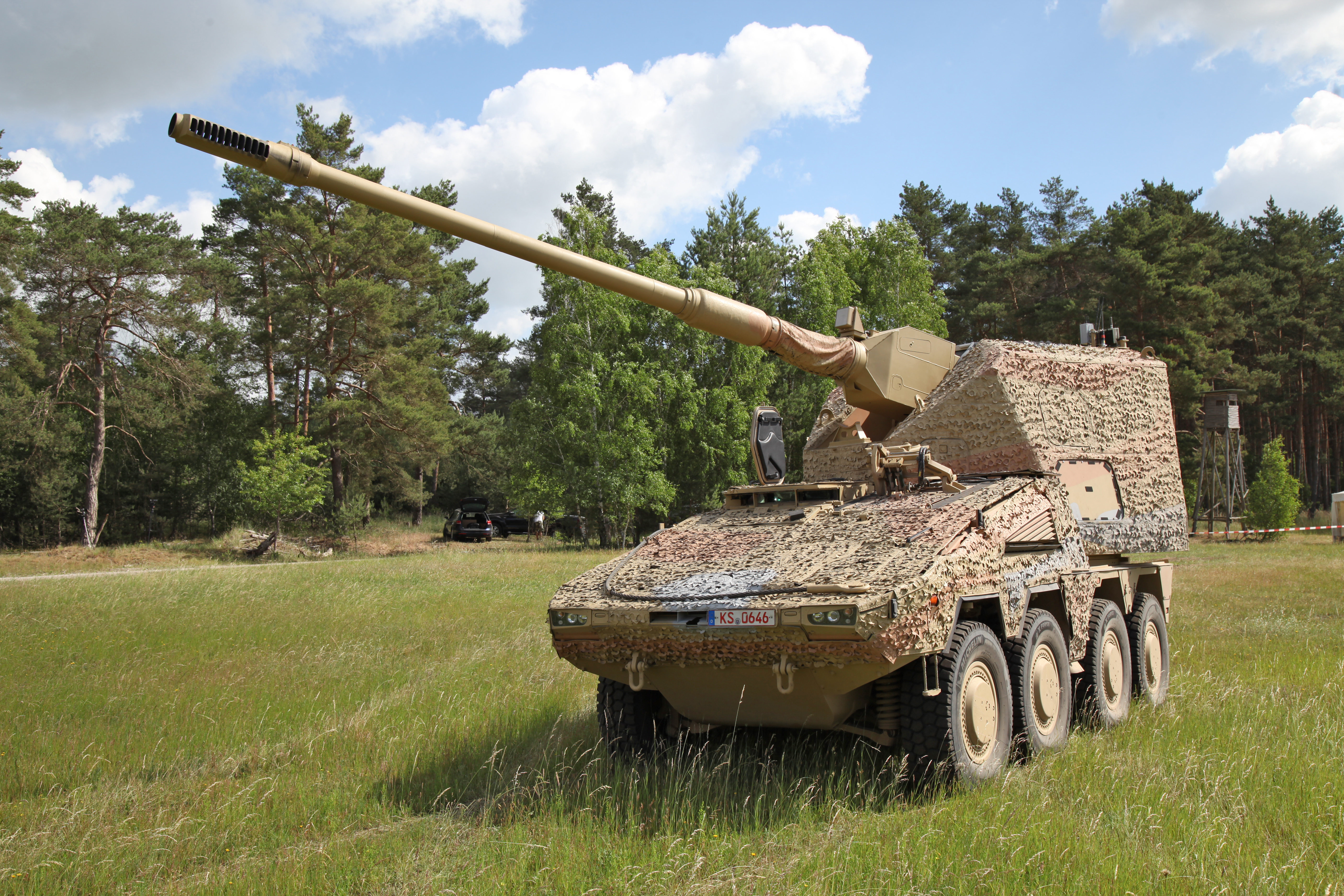
На шасі Boxer
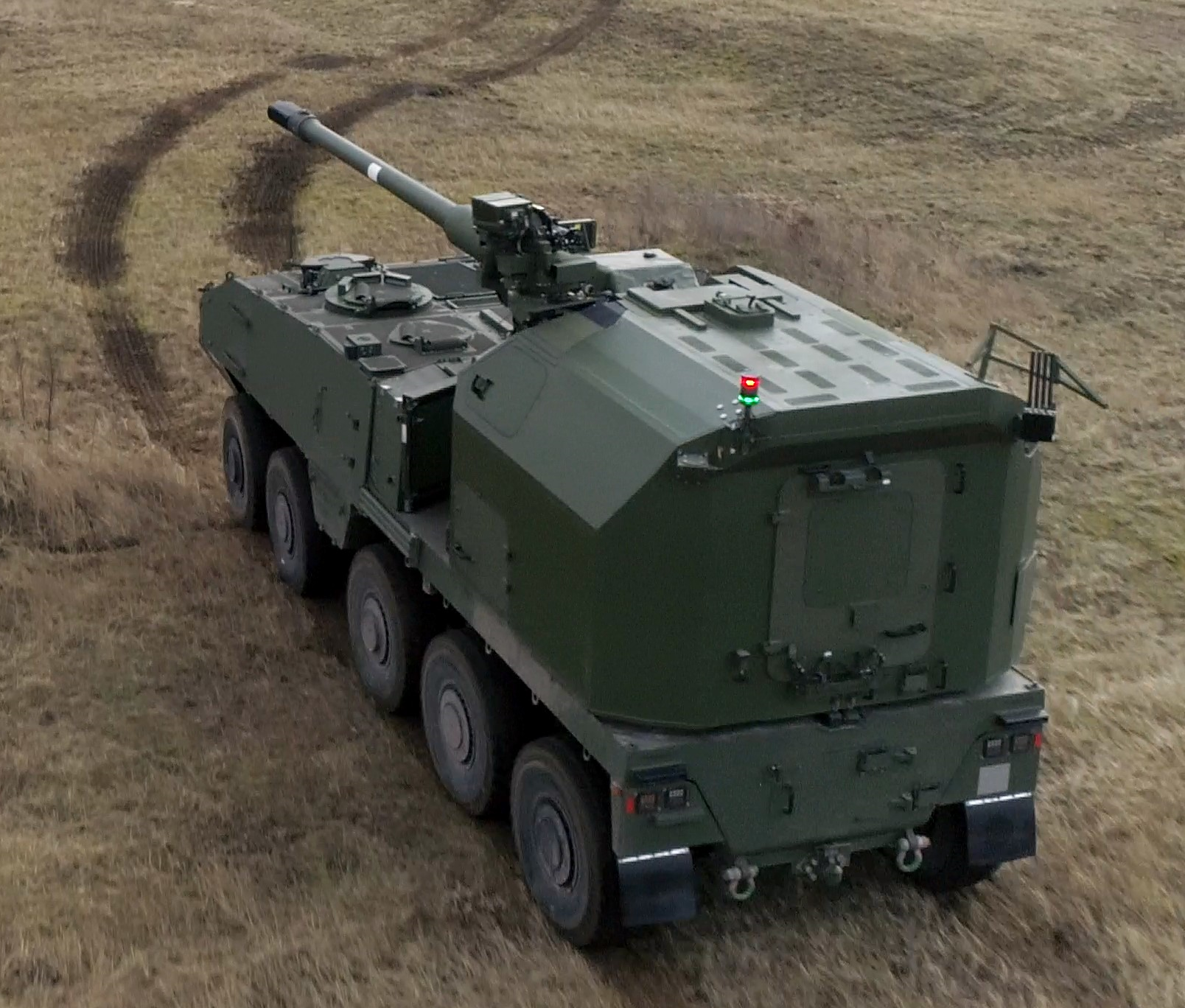
На 10×10 шасі Piranha
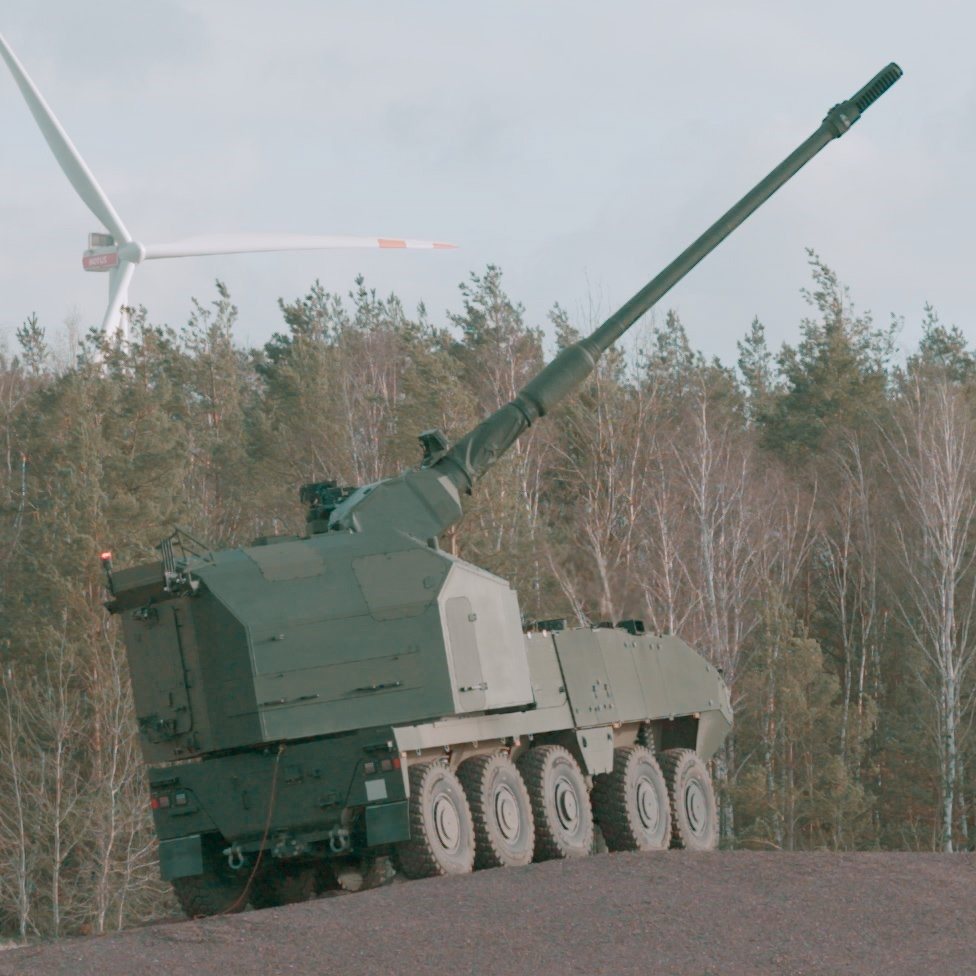
На 10×10 шасі Piranha

### Аналоги
Інші артилерійські системи зі порівнюваною автоматизацією:
- DITA
- Archer
- Zuzana 2